# Édouard Stern
Édouard Stern (* 18. Oktober 1954 in Paris; † 28. Februar 2005 in Genf) war ein französischer Bankier, Financier und einer der reichsten Männer in Frankreich, der unter aufsehenerregenden Umständen von seiner Geliebten Cécile B. ermordet wurde.

## Leben
Édouard Stern entstammte der traditionsreichen Bankiersfamilie Stern. Sein Vorfahre, Jacob Samuel Hayum (1780–1833), hatte 1805  in Frankfurt am Main das Bankhaus Jacob S.H. Stern gegründet. Dessen Nachkommen gründeten später weitere Banken in Paris und London. Édouard Stern war Absolvent der ESSEC und übernahm 1986 die Führung der familieneigenen Banque Stern, 1988 verkaufte er die Bank. Von 1992 bis 1997 war er Direktor der französischen Investmentbank Lazard.
Ab 2002 war er im Verwaltungsrat des Chemiekonzerns Rhodia. Ebenso war er Aufsichtsratschef des Elektroteileherstellers Delta und im Vorstand des Zigarettenherstellers Altadis und des israelischen Wagnisfinanzierers Yozma.
Er hatte 1982 Béatrice David-Weill geheiratet, die älteste Tochter von Michel David-Weill, dem Präsidenten der Investmentbank Lazard. Sie hatten drei Kinder und waren seit 1998 geschieden.

## Ermordung und Mordprozess
Stern wurde am 1. März 2005 tot mit vier Schusswunden in seiner Genfer Wohnung aufgefunden. Als die Polizei den Leichnam fand, trug dieser einen Latex-Anzug und war gefesselt. Am 16. März 2005 wurde Cécile B., welche seit Jahren eine sexuelle Beziehung mit Stern unterhielt, als Tatverdächtige verhaftet. Sie legte ein Geständnis ab.
Eine erste öffentliche Anhörung der mutmaßlichen Mörderin fand am 19. Dezember 2007 vor der Genfer Anklagekammer statt. Der Strafprozess dauerte vom 10. bis 18. Juni 2009. Die Täterin wurde der vorsätzlichen Tötung von Édouard Stern schuldig befunden und zu einer Freiheitsstrafe von achteinhalb Jahren verurteilt.  Ein psychiatrisches Gutachten hatte ihr zwar leicht verminderte Schuldfähigkeit attestiert, einen Totschlag im Affekt aber ausgeschlossen. Eine von Stern versprochene und später gesperrte Million Dollar sowie die Trennungsabsichten des Bankiers waren vom Geschworenengericht als auslösende Elemente der Bluttat angeführt worden.
Am 10. November 2010 wurde die Täterin nach Verbüßen von 2/3 ihrer Strafe wegen guter Führung vorzeitig aus der Haft entlassen. Der Rest der Strafe wurde zum bedingten Vollzug ausgesetzt. Sie wurde nach Frankreich ausgewiesen.

## Film
Regisseur und Drehbuchautor Olivier Assayas wurde durch den Fall Édouard Stern für seinen Film Boarding Gate – Ein schmutziges Spiel (2007) inspiriert.